# Путбусы
Путбусы (нем. Herren zu Putbus) — княжеский и графский род.
Ветвь древнего княжеского рода с острова Рюген, ведущая свою родословную от сына Ратислава, Стоислава I (1193). Его внук, Барнута, получил при разделе 1249 г. замок Подебуск или Путбус, по которому и назывался. В 1309 году по требованию Дании представители рода подписали акт об отказе от претензий на Княжество Рюген в случае пресечения старшей ветви княжеского дома. Так называемая датская линия рода в 1727 г. возведена в достоинство имперских графов, а в 1807 г. получила от короля шведского княжеское достоинство. Владения рода Путбус занимали 330 км²., с 15000 жителями.

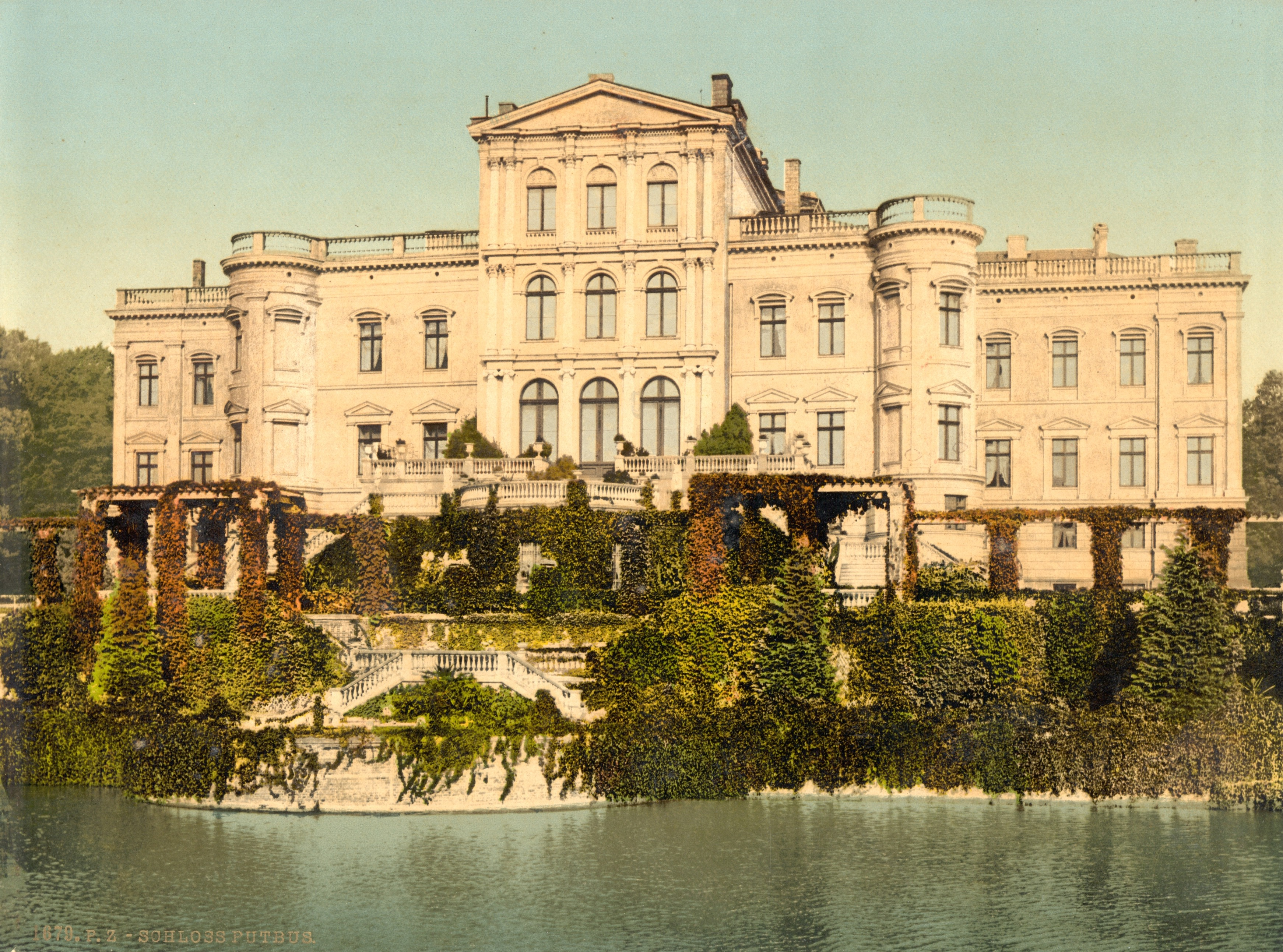
Замок Путбус на о. Рюген